# Bardylis silvensis
Bardylis silvensis är en stekelart som beskrevs av Girault 1928. Bardylis silvensis ingår i släktet Bardylis och familjen växtlussteklar. Inga underarter finns listade.